# 721

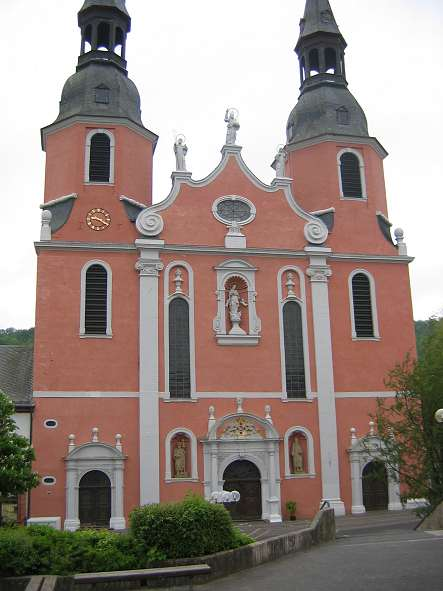
De abdijkerk in Prüm (Luxemburg)

Het jaar 721 is het 21e jaar in de 8e eeuw volgens de christelijke jaartelling.

## Gebeurtenissen

### Europa
- 9 juni - Slag bij Toulouse: Een Arabisch leger uit Andalusië valt Aquitanië binnen en belegert Toulouse. Na een belegering van 3 maanden wordt de stad ontzet door hertog Odo van Aquitanië die een grote overwinning boekt.
- Koning Chilperik II overlijdt na een regeerperiode van 5 jaar. Karel Martel roept de jeugdige Theuderik IV (zoon van Dagobert III) uit tot koning van Austrasië, Neustrië en Bourgondië, met zichzelf als feitelijke (de facto) machthebber. Hij consolideert de noordelijke rijksgrens en voert een campagne tegen Beieren met steun van de Alemannen.
- Septimanië (huidige Zuid-Frankrijk) wordt door de Moren overrompeld, de strategische havenstad van Narbonne wordt veroverd. De Visigoten krijgen een vazalstatus, maar behouden een grote mate van zelfstandigheid. Dit betekent het einde van het Visigotische Rijk. Koning Ardon van de Visigoten trekt zich terug in Navarra.

## Religie
- Bertrada de oudere (overgrootmoeder van Karel de Grote) en haar zoon Charibert van Laon stichten de Abdij van Prüm, met hulp van de benedictijnse monniken uit Echternach (Luxemburg).
- Herelaef, Frankische edelman, schenkt goederen en horigen in de plaatsen Durninum (Deurne), Fleodrodum (Vlierden) en Baclaos (Bakel) aan bisschop Willibrord.

## Geboren
- Abu-Abbas al-Saffah, stichter van de Abbasiden-dynastie (overleden 754)
- Fujiwara no Uona, Japans minister (overleden 782)
- Jabir ibn Hayyan, Arabisch alchemist (waarschijnlijke datum)

## Overleden
- 7 mei - Jan van Beverley, Angelsaksisch bisschop
- Chilperik II (51), koning van het Frankische Rijk
- Tervel, heerser (khagan) van het Bulgaarse Rijk